# Eburia sordida
Eburia sordida es una especie de escarabajo longicornio del género Eburia, tribu Eburiini, familia Cerambycidae. Fue descrita científicamente por Burmeister en 1865.
Se distribuye por Argentina, Brasil, Paraguay y Uruguay.

## Descripción
La especie mide 15-39,7 milímetros de longitud. El período de vuelo ocurre en los meses de enero, marzo, abril, noviembre y diciembre.